# Vodní elektrárna Libochovice
Vodní elektrárna se nachází na levém břehu řeky Ohře v obci Libochovice v okrese Litoměřice. Vodní elektrárna byla v roce 1995 Ministerstvem kultury České republiky prohlášena kulturní památkou České republiky.

## Historie
Areál vodní elektrárny postavil hrabě Jan Josef z Herbersteina, který se inspiroval výrobou elektřiny a elektrickým mlýnem v Košticích. Výstavba byla zahájena v roce 1899, kdy bylo využito regulace řeky Ohře výstavbou jezu, který měl zabezpečit regulaci vodního náhonu Malé Ohře. V roce 1924 byly v elektrárně instalovány naftové motory, které poháněly generátory v období nedostatku vody. V roce 1931 byla elektrárna rekonstruována. Po druhé světové válce v roce 1946 byla elektrárna začleněna do Českých energetických závodů. Vlivem zanedbávání údržby začala elektrárna chátrat a v roce 1953 přestala fungovat strojovna. Do roku 1969 byly používány transformátory. V dalším období došlo k rozkradení zařízení a chátrání budov. V roce 1989 byla v původní budově vystavěna malá vodní elektrárna (MVE), která byla uvedena do provozu v roce 2005. Od roku 1965 byla elektrárna v ochranném pásmu státního zámku Libochovice a od roku 1995 je chráněnou kulturní památkou. Mezi chráněné objekty areálu patří vodní elektrárna, obslužný domek, hospodářský objekt, náhon se stavidlem a jez.

## Popis

### Strojovna
Strojovna elektrárny je přízemní budova se dvěma širokými věžemi v přední části postavena z cihlového zdiva a zdobena štukovými detaily. Dřevěný krov je zpevněn ocelovými vzpěradly. Dle fotografií má strojovna sedlovou střechu a věže mají ploché střechy.
Původní strojní vybavení se skládalo ze dvou vertikálních Francisových turbín o výkonu 486 HP a dva generátory o výkonu 70 kW a 135 kW. V roce 1924 byly instalovány dva naftové motory o celkovém výkonu 486 HP. Transformátory byly umístěny v sousední budově. Do okolních vesnic proud rozvádělo vedení o napětí 4 kV. Délka vedení (1918) byla 28 km s 28 transformátory o výkonu 611 kVA. Po rekonstrukci v roce 1931 bylo na elektrárnu napojeno jedenáct obcí.
Od uvedení do provozu v roce 2005 MVE disponuje dvěma Kaplanovými turbínami s celkovým instalovaným výkonem 500 kW a hltností 25,4 m³/s. Roční výroba se pohybuje kolem 2,321 GWh.

### Jez
Jez postavený v roce 1901 měl hlavní úkol regulovat průtok vody v náhonu Malá Ohře. Jednostupňový pevný betonový jez má výšku 2 m, délku 134 m a zabezpečuje spád 2,6 m.
Při úpravě jezu firma EWA Libochovice, která provozuje MVE, zvýšila neoprávněně v rozporu se stavební dokumentací přelivovou hranu o deset centimetrů nad povolenou kótu 160,53 m n. m. V roce 2014 Krajský úřad Ústeckého kraje vydal rozhodnutí, aby stavebník odstranil (seřízl) část jezu nad touto kótou.

### Náhony
Přívodní náhon byl postaven z krátkých zídek z lomového kamene s betonovým ústím před vtokem do elektrárny před česla. Odpadní kanál měl zpevněné břehy kamennou dlažbou a byl dlouhý asi 250 m.